# Bom MK 82
Bom MK 82 (Mk 82) là một loại bom công dụng chung, nằm trong chuỗi gồm các bom: MK-81, MK-82, MK-83, MK-84 của Hoa Kỳ. Với khối lượng là 500 lb (227 kg), đây là loại bom nhỏ nhất trong chuỗi bom này hiện vẫn còn trong trang bị sẵn sàng chiến đấu và là một trong những loại vũ khí hàng không phổ biến nhất trên thế giới.
Mặc dù khối lượng danh nghĩa của MK-82 là 500 lb (227 kg), trọng lượng thực tế của nó tuỳ thuộc vào loại ngòi và cấu tạo của chúng, khối lượng thực tế trong khoảng từ 510 lb (232 kg) to 570 lb (259 kg). Bom MK-82 có hình dạng thuôn, vỏ bằng thép, chứa 192 lb (87 kg) thuốc nổ Tritonal. Mk 82 có thể phù hợp với nhiều loại cánh đuôi, nhiều loại ngòi nổ.
Mk 82 còn được dùng làm phần chiến đấu cho các loại bom dẫn hướng bằng laser như GBU-12 và cho loại vũ khí thông minh JDAM.
Hiện nay thân bom Mk 82 được sản xuất bởi 17 nhà máy trên thế giới. Chỉ General Dynamics ở Garland, Texas là nhà máy được Bộ quốc phòng Hoa Kỳ đảm bảo cho phép sản xuất các bom loại này cho Quân đội Hoa Kỳ.

### Các dạng khác nhau
- BLU-111/B- Mk 82 chứa thuốc nổ PBXN-109 (vs H-6); khối lượng bom 480 lbs..[2] PBXN-109 là loại thuốc nổ ít nhạy nổ.[3] The BLU-111/B cũng là phần chiến đấu của mẫu A-1 của JSOW.
- BLU-111A/B- được sử dụng bởi Hải quân Hoa Kỳ,[3][4]
- BLU-126/B- Được thiết kế theo yêu cầu của Hải quân Hoa Kỳ. Việc trang bị những loại này cho Hải quân Hoa Kỳ sẽ bắt đầu sau tháng 3 năm 2007.